# 鮑曼鎮區 (密蘇里州沙利文縣)
鮑曼鎮區（英語：Bowman Township）是位於美國密蘇里州沙利文縣的一個行政鎮區。

## 地方資料
鮑曼鎮區的面積為140.32平方千米，當中陸地面積為139.21平方千米，而水域面積為1.11平方千米。根據2020年美國人口普查的數據，當地共有人口297人，而人口密度為每平方千米2.12人。